# 拉多加湖
拉多加湖（俄语：Ладожское озеро）是位於俄羅斯西北部卡累利阿共和國和列寧格勒州的淡水湖，也是歐洲最大的湖泊和世界第14大湖泊。

## 地理

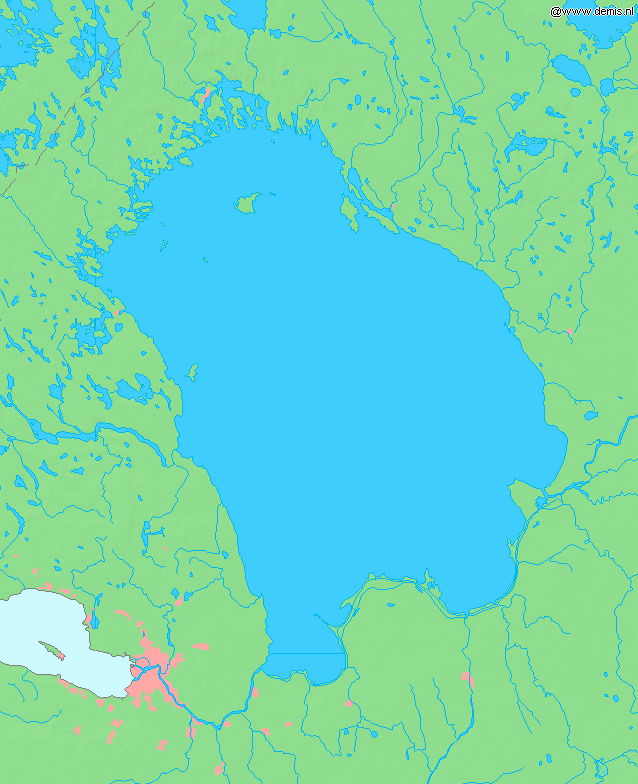
拉多加湖地圖

湖泊面積為17,891平方公里（不計島嶼），略大於科威特；南北兩岸相距219公里，平均闊83公里，平均深度為51公尺，最大深度230公尺（西北部），集水區面積276,000平方公里，水體體積837立方公里。湖中有約660個島嶼，總面積為455平方公里。包括著名的瓦拉姆群島、基尔波拉岛和科涅韋茨島，大部分岛屿處於西北部。
拉多加湖的集水區包括50,000個湖泊和3,500條長逾10公里的河流。約85%水源來自支流，13%來自雨水，剩下的2%是地下水。
拉多加湖海拔4米高，湖水流入涅瓦河，最终注入波罗的海的芬兰湾。拉多加湖與波羅的海中間隔著卡累利阿地峽。
拉多加湖全湖可通航，它是伏爾加─波羅的海水路的一部分，其中拉多加運河绕过该湖的南部，连接涅瓦河和斯维里河。

### 支流
拉多加湖主要的支流有：

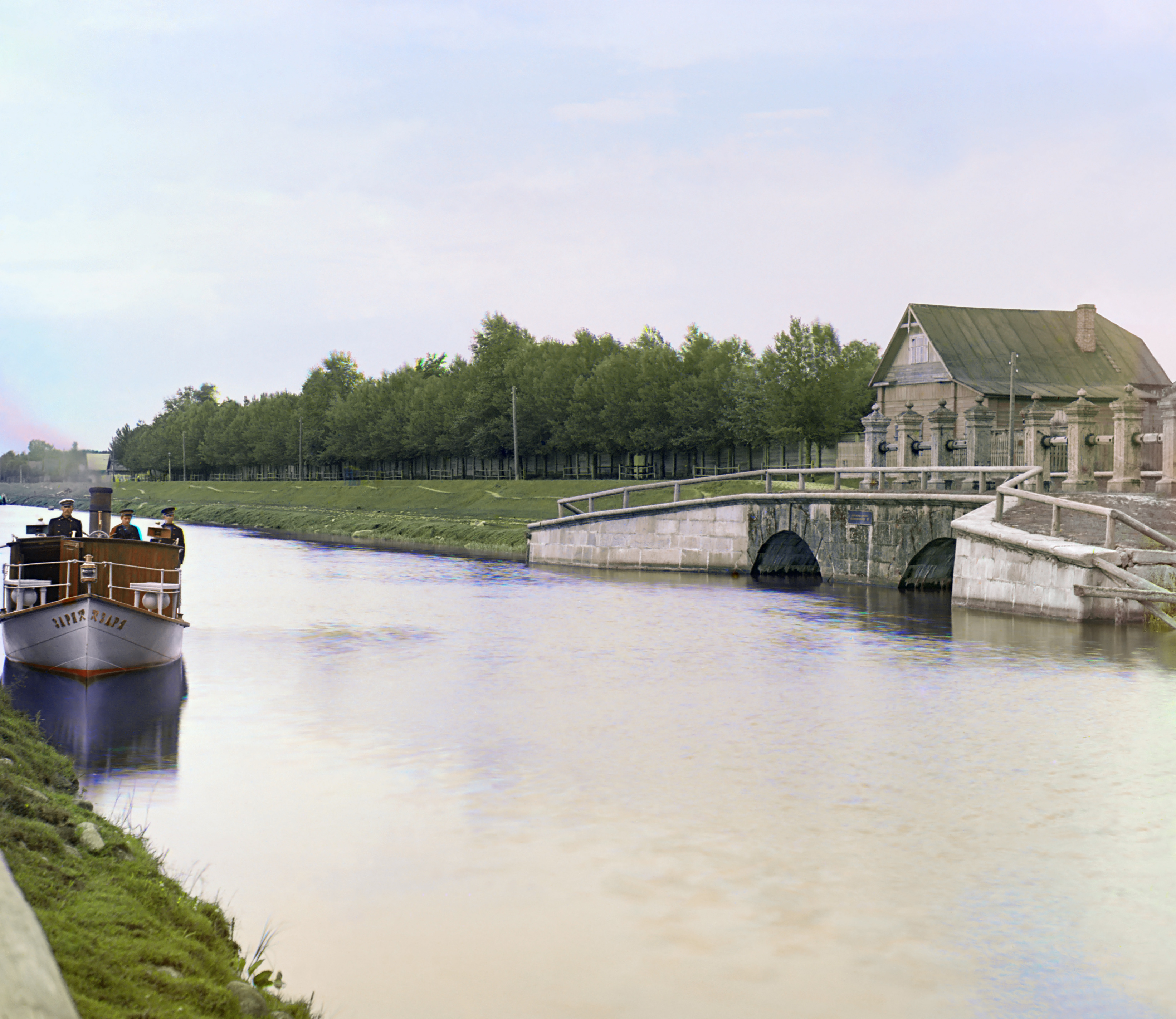
拉多加湖与奥涅加湖之间一拖船路上的桥（1912年照片）

- 斯維里河，流出奧湼加湖（東南，流量：每秒790立方公尺）
- 沃尔霍夫河，流出伊爾門湖（南，流量：每秒580立方公尺）
- 沃克西河，流出芬兰塞马湖（西，流量：每秒540立方公尺）
- 夏西河（南，流量：每秒53立方公尺）

## 漁業
拉多加湖盛產魚類。湖中發現了 48 種魚類，包括擬鯉、鯉魚、梭鱸、歐洲鱸、梅花鱸、胡瓜魚的特有種、歐白鮭的2個品種、突唇白鮭的8個品種，還有一些其他鮭科，以及瀕臨滅絕的大西洋鱘。
商業捕魚曾是拉多加湖的主要產業，但該產業因過度捕撈而受損。二戰後的1945年至1954年間，每年捕撈總量持續增加，最高達到4,900噸。然而，由於過度捕撈，1955年至 1963年間的漁獲量急劇下降，有時僅存每年1,600噸。自1956年起，拉多加湖禁止拖網捕撈，並實施了一些其他限制，漁獲才逐漸恢復。1971年至1990年的漁獲量介於每年4,900噸至 6,900噸之間，與1938年大致相等。此外，拉多加湖正在發展漁塭和休閒漁業。

## 湖邊城鎮

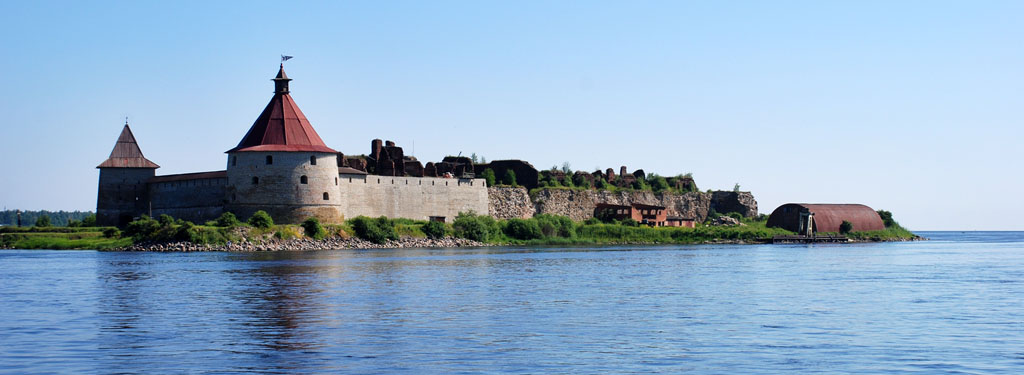
在拉多加湖畔、什利謝利堡的一座堡壘

- 什利謝利堡 (59°56′N 31°02′E / 59.933°N 31.033°E)
- 新拉多加 (60°06′N 32°18′E / 60.100°N 32.300°E)
- 夏西斯特羅伊 (60°08′N 32°34′E / 60.133°N 32.567°E)
- 皮特基亞蘭塔 (61°34′N 31°28′E / 61.567°N 31.467°E)
- 索爾塔瓦拉 (61°42′N 30°41′E / 61.700°N 30.683°E)
- 拉赫堅波希亞（61°31′N 30°12′E / 61.517°N 30.200°E)
- 普里奧焦爾斯克 (61°02′N 30°08′E / 61.033°N 30.133°E)